# Viatris
Viatris ist ein US-amerikanisches Arzneimittelunternehmen mit Hauptsitz in Delaware in den Vereinigten Staaten.

## Geschichte
Viatris entstand im November 2020 durch die Fusion von Mylan mit Upjohn, einem Spin-off von Pfizer.  Die Aktien werden seit dem 17. November 2020 an der Börse gehandelt.
Der Name Viatris ist ein Rückgriff auf die alte Firmierung der Pharmasparte von Degussa. Nach dem Verkauf der Pharmasparte durch Degussa im Jahre 2002 an einen Finanzinvestor wurde Viatris 2005 durch die schwedische MEDA aufgekauft. Die MEDA-Gruppe (mitsamt ihren Tochterfirmen, darunter Rottapharm Madaus) wurde wiederum 2016 von Mylan übernommen.
Viatris ist das einzige Unternehmen in Deutschland, das den Wirkstoff zur Bekämpfung einer Lebervergiftung durch Knollenblätterpilze herstellt.